# Echinococcus
Gli echinococchi sono dei platelminti parassiti della famiglia dei Taeniidae.
Essi sono soliti svilupparsi in alcuni tipi carne, qualora questa sia cotta per troppo poco tempo od addirittura del tutto cruda: in particolare, pare che la carne di volpe sia estremamente soggetta alla presenza di questi parassiti.
Dopo aver mangiato la carne infetta, all'interno dell'ospite si formano delle cisti che possono attaccarsi al fegato, provocando sintomi simili alla cirrosi epatica, ed anche al cuore, portando anche ad un ingrossamento di quest'ultimo. Tali cisti passano in uno stato di latenza che può durare fino a cinquant'anni e che viene interrotta solo quando, per un fortuito caso, un trauma (ad esempio una biopsia) va a romperle, liberando le larve e dando il via ad un violento shock anafilattico con conseguente crisi respiratoria, che può essere fatale per la persona infettata.
Dato che la loro latenza non lascia sintomi nell'ospite umano (mentre tale latenza è assente in altri predatori, dove le cisti ben presto si rompono, liberando le larve), spesso la loro presenza viene scoperta solo quando l'ingrossamento di queste ultime diviene visibile su organi come la lingua, qualora le cisti si siano formate lì, oppure attraverso esami ad ultrasuoni. Qualsiasi altro tipo di indagine diagnostica, sia per immagini che per esami delle feci, non darebbe alcun tipo di risultato: a differenza di altri parassiti, infatti, gli echinococchi non risultano dal test delle feci.